# Le Broc (Alpes Marítimos)
Le Broc é uma comuna francesa na região administrativa da Provença-Alpes-Costa Azul, no departamento Alpes Marítimos. Estende-se por uma área de 18,65 km², com 1023 habitantes, segundo os censos de 1999, com uma densidade de 54 hab/km².